# Marouflage
Marouflage – technika malarska polegająca na przyklejaniu uprzednio pomalowanego płótna do ściany.